# Aleksandr Kudriávtsev
Aleksandr Mijáilovich Kudriávtsev (en ruso: Александр Михайлович Кудря́вцев; nacido el 6 de octubre de 1985) es un tenista profesional ruso que participa principalmente en el circuito ATP Challenger Series.

## Carrera
Comenzó a jugar tenis a los seis años. De niño admiraba a Andre Agassi y a su compatriota Marat Safin. Le gusta jugar en cualquier superficie excepto hierba. Es entrenado por su compatriota Vadim Davletshin (desde mayo de 2007).
El 2 de febrero de 2015, alcanzó su ranking en individuales más alto al lograr el puesto n.º 117, y el 7 de noviembre de 2011 lo hizo en dobles logrando el puesto n.º 70.
En 2003 llegó a su primer cuartos de final en el torneo future de Rumania F5. En el año 2004 avanzó a la segunda ronda en tres diferentes eventos futuros, recogiendo un punto de ATP en cada uno. En dobles, logró su primer título Challenger capturado el Challenger de Oberstaufen junto a Davletshin como pareja.
En 2005 logró unas semifinales en el China F1 y cuartos de final en el Rusia F3 y Bielorrusia F1. En 2006 llegó a su primera final de Futuros en Uzbekistán F2 y SF en Polonia F10.
En 2007 comenzó la temporada con su primer título future en la India F2 y también el título capturado en Bielorrusia F1. En la segunda mitad de la temporada, se dedicó a disputar sobre todo torneos challengers consiguiendo semifinales en el Challenger de Penza de Rusia y el Challenger de Qarshi de Uzbekistán. En dobles, hizo su debut ATP en el Torneo de San Petersburgo junto a Mijaíl Yelguin llegando a los cuartos de final. Llegó a nueve finales de torneos challenger, ganando cinco títulos. Terminó el año siendo el n.º 96 en el ranking mundial de dobles.
En 2008 clasificó para su primer torneo ATP en el Torneo de Chennai y salvó tres puntos de partido en el tercer set en el tie -break en su victoria sobre Prakash Amritraj antes de perder ante el cabeza de serie No. 3 Carlos Moyá en tres sets.
Hasta el momento ha obtenido 17 títulos de la categoría ATP Challenger Series, todos ellos en modalidad de dobles.

## Títulos; 17 (0 + 17)
| Leyenda                     | Individuales | Dobles |
| --------------------------- | ------------ | ------ |
| Grand Slam                  | 0            | 0      |
| ATP World Tour Finals       | 0            | 0      |
| ATP World Tour Másters 1000 | 0            | 0      |
| ATP World Tour 500 Series   | 0            | 0      |
| ATP World Tour 250 Series   | 0            | 0      |
| ATP Challenger Series       | 0            | 17     |

### Dobles

#### Títulos
| N.º | Fecha      | Torneo                    | Superficie  | Compañero              | Oponentes en la final                 | Resultado           |
| --- | ---------- | ------------------------- | ----------- | ---------------------- | ------------------------------------- | ------------------- |
| 1.  | 11.07.2004 | Challenger de Oberstaufen | Tierra      | Vadim Davletshin       | Valentino Pest Alexander Waske        | 4–6, 6–3, 7–6       |
| 2.  | 28.07.2007 | Challenger de Penza (1)   | Dura        | Aleksandr Krasnorutski | Murad Inoyatov Denis Istomin          | 6-1, 4-6, [10-4]    |
| 3.  | 18.08.2007 | Challenger de Bujará (1)  | Dura        | Yevgueni Kirílov       | Danila Arsenov Vaja Uzakov            | 6-3, 6-1            |
| 4.  | 15.09.2007 | Challenger de Liubliana   | Tierra      | Aleksandr Krasnorutski | Ivan Dodig Lovro Zovko                | 7–6(9), 1–6, [10–6] |
| 5.  | 23.09.2007 | Challenger de Banja Luka  | Tierra      | Aleksandr Krasnorutski | Diego Junqueira Vladimir Obradović    | 6–2, 6–4            |
| 6.  | 12.11.2007 | Challenger de Helsinki    | Dura (i)    | Mijaíl Yelguin         | Harri Heliövaara Henri Kontinen       | 4–6, 7–5, [13–11]   |
| 7.  | 08.11.2008 | Challenger de Astaná      | Dura        | Mijaíl Yelguin         | George Bastl Marco Chiudinelli        | 6–4, 6–7, [10–8]    |
| 8.  | 29.07.2009 | Challenger de Penza (2)   | Dura        | Mijaíl Yelguin         | Alekséi Kedryuk Denís Matsúkevich     | 4–6, 6–3, [10–6]    |
| 9.  | 29.11.2009 | Challenger de Toyota      | Carpeta (i) | Andis Juška            | Alekséi Kedryuk Junn Mitsuhashi       | 6–4, 7–6(6)         |
| 10. | 13.11.2010 | Challenger de Ortisei     | Carpeta (i) | Mijaíl Yelguin         | Tomasz Bednarek Michał Przysiężny     | 3–6, 6–3, [10–3]    |
| 11. | 19.03.2011 | Challenger de Guangzhou   | Dura        | Mijaíl Yelguin         | Sanchai Ratiwatana Sonchat Ratiwatana | 7–6(3), 6–3         |
| 12. | 27.03.2011 | Challenger de Pingguo     | Dura        | Mijaíl Yelguin         | Harri Heliövaara Jose Rubin Statham   | 6–3, 6–2            |
| 13. | 10.07.2011 | Challenger de Pozoblanco  | Dura        | Mijaíl Yelguin         | Iliá Marchenko Denís Molchanov        | walkover            |
| 14. | 13.08.2011 | Challenger de Samarcanda  | Tierra      | Mijaíl Yelguin         | Radu Albot Andréi Kuznetsov           | 7–6(4), 2–6, [10–7] |
| 15. | 21.08.2011 | Challenger de Qarshi      | Dura        | Mijaíl Yelguin         | Konstantín Kravchuk Denís Molchanov   | 3–6, 6–3, [11–9]    |
| 16. | 06.11.2011 | Challenger de Eckental    | Carpeta (i) | Andre Begemann         | James Cerretani Adil Shamasdin        | 6–3, 3–6, [11–9]    |
| 17. | 02.08.2014 | Challenger de Segovia     | Dura        | Víktor Báluda          | Brydan Klein Nikola Mektić            | 6-2, 4-6, 10-3      |

#### Finales ATP
| N.º | Fecha      | Torneo                    | Superficie | Compañero      | Oponentes en la final       | Resultado       |
| --- | ---------- | ------------------------- | ---------- | -------------- | --------------------------- | --------------- |
| 1.  | 30.10.2011 | Torneo de San Petersburgo | Dura (i)   | Mijaíl Yelguin | Colin Fleming Ross Hutchins | 3-6, 7-65, 8-10 |